# Julius Cæsar (opera)
 Denne artikel omhandler Händels opera. For den romerske statsmand, se Julius Cæsar.
Julius Cæsar (originaltitel Giulio Cesare) er en opera i 3 akter af Georg Friedrich Händel. Operaen blev uropført på Haymarket Theatre i London 20. februar 1724. Libretto af Nicola Francesco Haym. Førsteopførelse på Det Kongelige Teater i København 9. marts 1947. Teatrets seneste opsætning fik premiere 4. maj 2002 med kontratenoren Andreas Scholl i titelrollen.

## Historie
Operaen uropførtes den 20. februar 1724 på King's Theatre, Haymarket, London. Operaen er Händels højdepunkt i operagenren, og premieren med datidens store stjerner kastratsangeren Senesino og sopranen Francesca Cuzzoni i de to hovedroller blev tiljublet. Den genopførtes mange gange allerede i Händels levetid, dog med visse forandringer i sangstemmerne. Rollen som Giulio Cesare var tilpasset til Senesino og ansås at være hans pragtnummer, hvilket gjorde, at han sang den næsten under alle genopsætningerne.
I senere tid genopførtes Giulio Cesare for første gang af Oskar Hagen i Göttingen (hvor Händel først var aktiv) 1922. Efter at mezzosopraner som Marilyn Horne og Kathleen Ferrier - og kontratenorer som David Daniels og Andreas Scholl har haft rollen som Julius Caesar er den blevet en del af standardrepertoiret i barokopera.
I Sverige opførtes operaen første gang på Operan i Stockholm den 23. februar 1985 og på Drottningholmsteatern 2001 med Lawrence Zazzo og Laura Claycomb i hovedrollerne (og den svenske mezzosopran Malena Ernman i rollen som Sesto og kontratenoren Mikael Bellini i rollen som "Tholomeo").
Den opsattes på Göteborgsoperan med premiere den 13. september 2008.

## Roller

### Rolleliste med stemmetyper som ved uropførelsen
| Rolle         | Beskrivning                                     | Stemmetype | Sanger ved uropførelsen 1724 |
| ------------- | ----------------------------------------------- | ---------- | ---------------------------- |
| Giulio Cesare | Roms første kejser                              | altkastrat | Senesino                     |
| Cleopatra     | Egyptisk dronning                               | sopran     | Francesca Cuzzoni            |
| Sextus        | Søn af den henrettede romerske general Pompejus | sopran     | Margherita Durastanti        |
| Ptolemaios    | Farao                                           | altkastrat | Gaetano Berenstadt           |
| Nireno        | Cleopatras betjent                              | altkastrat | Giuseppe Bigonzi             |
| Cornelia      | Moder till Sextus                               | alt        | Anastasia Robinson           |
| Achilla       | General over de Egyptiske tropper               | bas        | Giuseppe Maria Boschi        |
| Curio         | General over de Romerske tropper                | bas        | John Lagarde                 |